# Mile High Stadium
Le Mile High Stadium (connu comme Bears Stadium jusqu'en 1968) était un stade de baseball, de soccer et de football américain situé à Denver dans le Colorado. Sa capacité était de 76 123 places dont 77 suites de luxe.
Le stade fut ouvert en 1948 puis démoli en janvier 2002 pour laisser place au Invesco Field at Mile High.
Le stade porte le nom de toute cette zone urbaine: le Mile High.
Il abrite les Denver Bears puis Zephyrs (en) de la ligue mineure de baseball de 1948 à 1992, les Denver Broncos de la NFL entre 1960 et 2000, les Rockies du Colorado de la MLB entre 1993 et 1994, les Colorado Rapids de la MLS entre 1996 et 2001, les Denver Gold de l'United States Football League entre 1983 et 1985.
Stade actuel de l'équipe de Football US (NFL): les Denver Broncos.
Altitude: 5280 ft soit 1600 mètres ! D'où le nom de Mile High Stadium.
La ville de Denver est connue sous le nom de " Mile High City " en raison de son altitude.

## Événements
- Concerts de The Jacksons les 7 et 8 septembre 1984 durant leur Victory Tour devant 54.000 spectateurs
- Concerts de Taylor Swift (The Eras Tour), 14 et 15 juillet 2023